# Tony Skinn
Tony Skinn (Lagos, 8 de fevereiro de 1983) é um ex-basquetebolista profissional nigeriano-estadunidense que atualmente é assistente técnico da equipe do Louisiana Tech na NCAA.

## Carreira
Tony Skinn integrou a Seleção Nigeriana de Basquetebol, em Londres 2012, que terminou na décima colocação.